# Yen Chia-kan
Yen Chia-kan (嚴家淦T, Yán JiāgànP) (Suzhou, 23 ottobre 1905 – Taipei, 24 dicembre 1993) è stato un politico taiwanese. Successe a Chiang Kai-shek come Presidente della Repubblica di Cina a Taiwan alla sua morte nel 1975.

## Biografia
È stato il Presidente di Taiwan dall'aprile 1975 al maggio 1978, portando a termine il mandato di Chiang Kai-shek, dopo la morte di quest'ultimo avvenuta nell'aprile 1975. Era stato il vice-presidente proprio con Chiang alla presidenza, dal maggio 1966 all'aprile 1975.
È stato diverse volte Ministro negli anni '50 e nei primi anni '60 ed ha anche ricoperto la carica di Governatore della Provincia di Taiwan dal 1954 al 1957. Inoltre dal dicembre 1963 al maggio 1972 è stato Primo ministro di Taiwan.